# فییتویل (تنسی)
فییتویل(به انگلیسی: Fayetteville) شهری در ایالت تنسی کشور ایالات متحده آمریکا است که جمعیت آن در سرشماری سال ۲۰۱۰ میلادی، ۶٬۸۲۷ نفر بوده است.